# (185216) Gueiren
(185216) Gueiren est un astéroïde de la ceinture principale.

## Description
(185216) Gueiren est un astéroïde de la ceinture principale. Il fut découvert le 14 octobre 2006 à l'observatoire de Lulin par Ye Quan-Zhi et Chi-Sheng Lin. Il présente une orbite caractérisée par un demi-grand axe de 2,62 UA, une excentricité de 0,19 et une inclinaison de 3,1° par rapport à l'écliptique.

## Compléments